# Churrigueresk

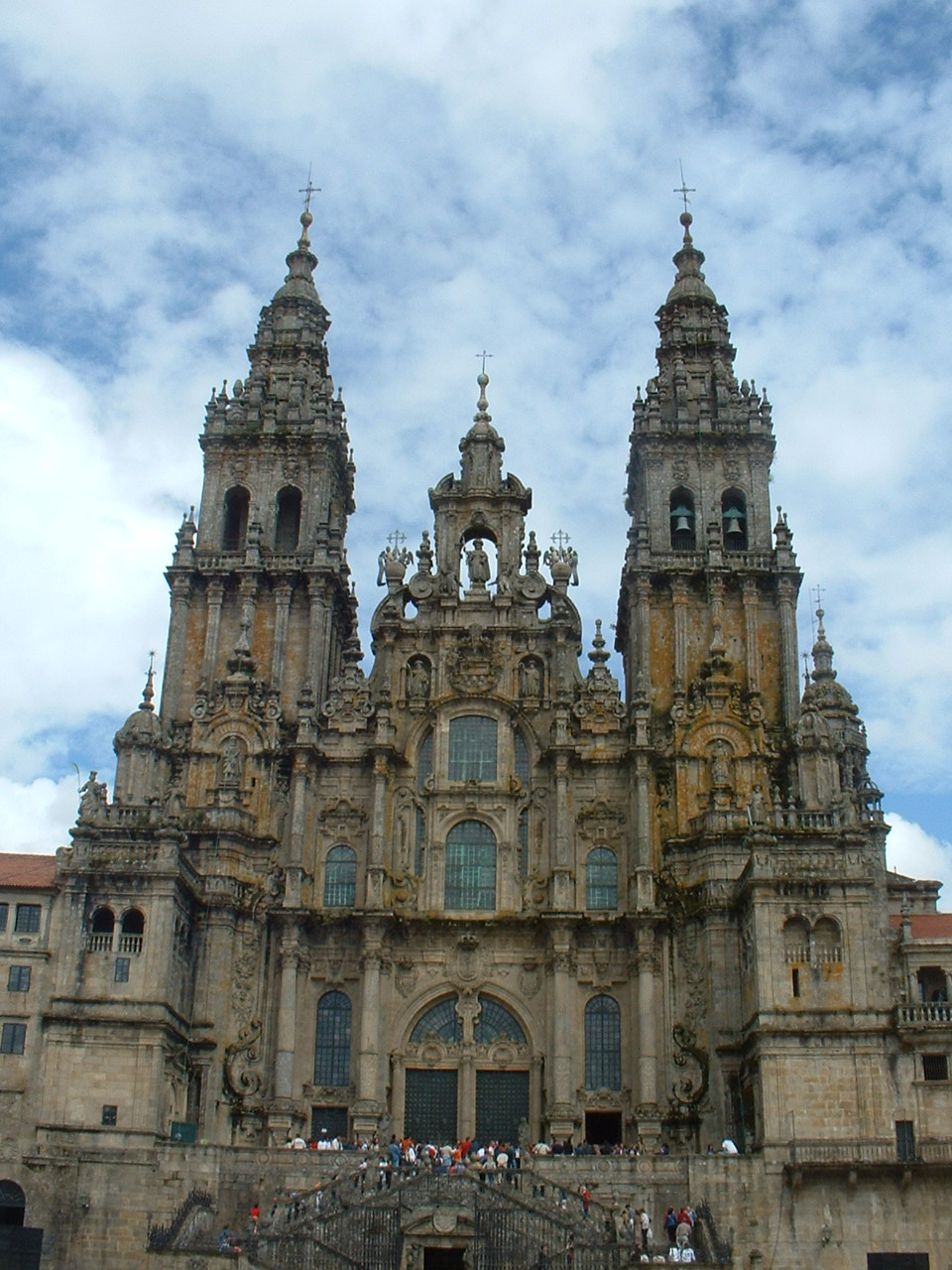
Kathedraal van Santiago de Compostella.

Churrigueresk of Churriguerisme (Spaans: churrigueresco) is een overladen Spaanse barokstijl. Het churriguerisme bereikte ook Nieuw-Spanje, waar het bekend werd als Mexicaanse barok.
De term churrigueresco is afgeleid van de familienaam Churriguera. De Churriguera's (José de Churriguera (1665-1725) en zijn broers Alberto en Joaquín) waren een familie van barokarchitecten van wie het werk gekarakteriseerd werd door een overvloed aan versieringen.
Bij uitbreiding werd de term gebruikt voor het benoemen van de Spaanse barok van het begin van de 18e eeuw. De stijl is niet alleen van toepassing op bouwwerken, maar vooral ook op retabels.
Andrés García de Quiñones (Plaza Mayor van Salamanca) wordt tot het churriguerisme gerekend. De term wordt ook gebruikt om artiesten te beschrijven als Narciso Tomé (Transparente in de Kathedraal van Toledo), Pedro de Ribera of Francisco Hurtado Izquierdo (tabernakel van de kartuis van Granada).

## Voorbeelden
Spanje

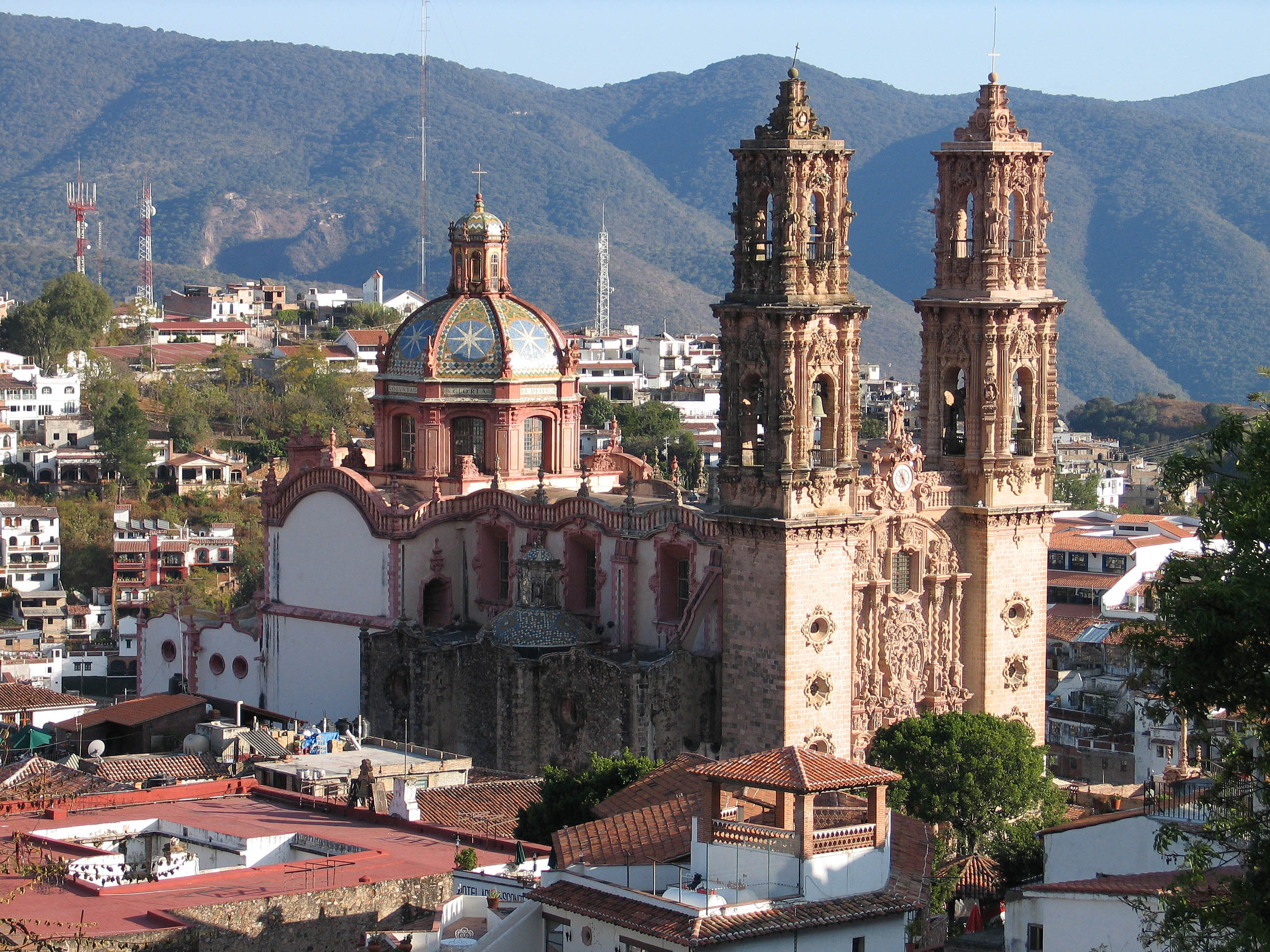
Santa Priscakerk in Taxco de Alarcón, Mexico

- De Grote Markt of Plaza Mayor van Salamanca
- Retabel van het Convento de San Esteban in Salamanca
- Retabel in de Capilla del Cristo de las Batallas in de Nieuwe kathedraal van Salamanca
- Kathedraal van Santiago de Compostella
- Transparente van de Kathedraal van Toledo
- Tabernakel van het kartuizerklooster van Granada

Mexico
- Kathedraal van Mexico-Stad en het Altar de los Reyes (Altaar der koningen of Retabel der koningen) in diezelfde kathedraal
- Kathedraal van Zacatecas
- Santa Priscakerk van Taxco de Alarcón